# انقراض (فیلم ۲۰۱۵)
«انقراض» (انگلیسی: Extinction) یک فیلم ترسناک پسارستاخیزی به کارگردانی میگل آنخل ویواس است که سال ۲۰۱۵ ساخته شد.
داستان:مردی که بخاطر مصرف مکرر الکل در زمان حمله ی موجوداتی عجیب و غریب تغییراتی در زندگی اش ایجاد میشود و در نهایت..